# فرانسوا تومبالبایه
فرانسوا تومبالبایه (فرانسوی: François Tombalbaye‎؛ ۱۵ ژوئن ۱۹۱۸ – ۱۳ آوریل ۱۹۷۵) سیاست‌مدار اهل چاد بود.
وی از سال ۱۹۵۹ تا ۱۹۶۰ نخست‌وزیر دوران استعمار چاد بود، در سال ۱۹۶۰ پس از استقلال این کشور از فرانسه تومبالبایه به عنوان نخستین رئیس‌جمهور چاد انتخاب شد اما وی در سال ۱۹۷۵ پس از اختلاف با ارتش و عدم توانایی برای حل مشکلات و درگیری‌های قومیتی به دست گروهی از نظامیان کشور چاد دستگیر و سپس کشته شد و دوران حکومتش به پایان رسید.